# Беноа Пулворд
Беноа Пулворд (фр. Benoît Poelvoorde; рођен 22. септембра 1964. године, Намир, Белгија), белгијско француски је комичар и филмски и ТВ глумац.
Белгијски је глумац и комичар који у својим филмовима често меша хумор, драму и цинизам. Познат је по улогама у филмовима Човек који је ујео пса, Астерикс на Олимпијади, Коко пре Шанел, Анонимни романтичари, Ранвеј итд. Пулвордов рекорд укључује три номинације за награду Сезар.